# 8º Reggimento alpini
L'8º Reggimento alpini è un reparto dell'Esercito Italiano con sede a Venzone: dipende dalla Brigata alpina "Julia".

## Storia
Venne costituito il 1º ottobre 1909 riunendo i Battaglioni Cividale, Gemona, e Tolmezzo, come tutti i reparti alpini era un reparto a reclutamento regionale, e i suoi uomini provenivano da tutto il Friuli.
Nel 1911-1912 prese parte con il Battaglione Tolmezzo alla campagna di Libia, sotto la guida del colonnello Antonio Cantore.
All'entrata in guerra dell'Italia nella prima guerra mondiale il reggimento fu dapprima impegnato sul fronte della Carnia e del Trentino. Dell'8º Reggimento alpini faceva parte Riccardo Giusto passato alla storia in quanto fu il primo dei 650 000 soldati italiani morti nel corso della prima guerra mondiale..
In seguito alla rotta di Caporetto il reggimento prese posizione sul massiccio del Monte Grappa. Il tenente Pier Arrigo Barnaba negli stessi giorni fu paracadutato oltre le linee nemiche per operazione di raccolta informazioni diventando il primo alpino paracadutista della storia
Inquadrato nella 3ª Divisione alpina "Julia", nel 1940-1941 partecipò alla guerra italo-greca subendo gravissime perdite. Si ricorda tra tutti il ten. Benvenuto Ratto, medaglia d'oro al valor militare, eroico comandante la 70ª compagnia del btg. Gemona, caduto in combattimento dopo aver conquistato q. 1615 del Monte Golico, pluridecorato al v.m. e già proposto per una promozione a capitano per meriti di guerra. Per l'esemplare comportamento tenuto durante la campagna, la bandiera del reparto venne decorata con una medaglia d'oro al valor militare.

Terminate le operazioni in Grecia, il reggimento si imbarcò per fare ritorno a Udine; durante il tragitto la nave Galilea, sulla quale era imbarcato il Battaglione Gemona venne affondata da un sommergibile della Royal Navy e 872 alpini (su circa 1000 del battaglione) scomparvero in mare.
Arrivati a Udine, dopo pochi mesi gli alpini dell'8º vennero mandati sul fronte russo, dove combatterono dal 1942 al 1943 nell'8ª Armata, partecipando infine alla disastrosa ritirata di Russia, alla fine della quale si poterono valutare le enormi perdite subite dal reggimento: più di 2577 uomini.

Il colonnello Ermacora Zuliani ed un altro ufficiale nella caserma di Cividale nel 1943. Sul muro si legge le scritte Fuarce Cividât e O là o rompi, oltre ad intravedersi la scritta "Daûr": rispettivamente motti del Battaglione Cividale, del Reggimento e del Battaglione Gemona (Mai Daûr)

Per il grande valore dimostrato dai suoi soldati nella campagna italiana di Russia, all'8º Reggimento Alpini venne conferita una seconda medaglia d'oro al valor militare.
Rientrato in Italia nel 1943, il reggimento venne impiegato al confine tra il Friuli e la Jugoslavia contro i partigiani slavi. A seguito dell'armistizio dell'8 settembre venne sciolto, per venir poi ricostituito a guerra finita, nel 1946. In realtà, già durante la Repubblica Sociale Italiana, l'8º alpini venne ricostituito per volere del colonnello friulano Ermacora Zuliani con il nome di Reggimento alpini "Tagliamento"; tale reggimento combatté sulle Prealpi ed Alpi Giulie contro i partigiani slavi che minacciavano di invadere il Friuli, e si sciolse autonomamente dopo il 25 aprile, con la proclamazione della Liberazione e l'arrivo delle truppe Alleate anglo-americane.

### Dopoguerra
L'8º Reggimento venne ristrutturato nel 1949 comprendendo i battaglioni Gemona (nappina bianca), Tolmezzo (nappina rossa), Cividale (nappina verde) e L'Aquila (nappina azzurra) e, dal 1962 al 1975, anche il Battaglione Mondovì. Nel 1975 con la riforma venne soppresso completamente il livello reggimentale in tutte le Brigate Alpine che venne reintrodotto nel 1992. Oggi l'8º Reggimento alpini è formato da volontari, in ferma breve, prolungata ed in servizio permanente, provenienti da tutta Italia e fa parte della Brigata alpina "Julia", con comando a Udine. Il Reggimento è dislocato a Venzone (UD) presso la caserma Feruglio. A seguito del processo di rinnovamento e riorganizzazione voluto per il settore Difesa, anche l'8º Rgt. alp. non ne è rimasto immune: i Battaglioni Cividale e Gemona sono stati sciolti e ad oggi rimane operativo il solo Btg. Tolmezzo, le singole Compagnie rimaste in vita, tuttavia, mantengono vive le tradizioni dei disciolti Battaglioni d'origine. Nella primavera 2011 la 216ª Compagnia controcarri "Val Natisone" è confluita nella 69ª Compagnia "La Fulmine".

## Struttura organica
Il Reggimento ha attualmente questa struttura organica:
- Compagnia comando e supporto logistico
- Battaglione alpini "Tolmezzo"
  -  6ª Compagnia fucilieri "La Bella" (tradizioni del Btg. alpini "Tolmezzo")
  -  12ª Compagnia fucilieri "La Terribile" (tradizioni del Btg. alpini "Tolmezzo")
  -  69ª Compagnia fucilieri "La Fulmine" (tradizioni del Btg. alpini "Gemona")
  -  115ª Compagnia mortai "La Tormenta" (tradizioni del Btg. alpini "Cividale")

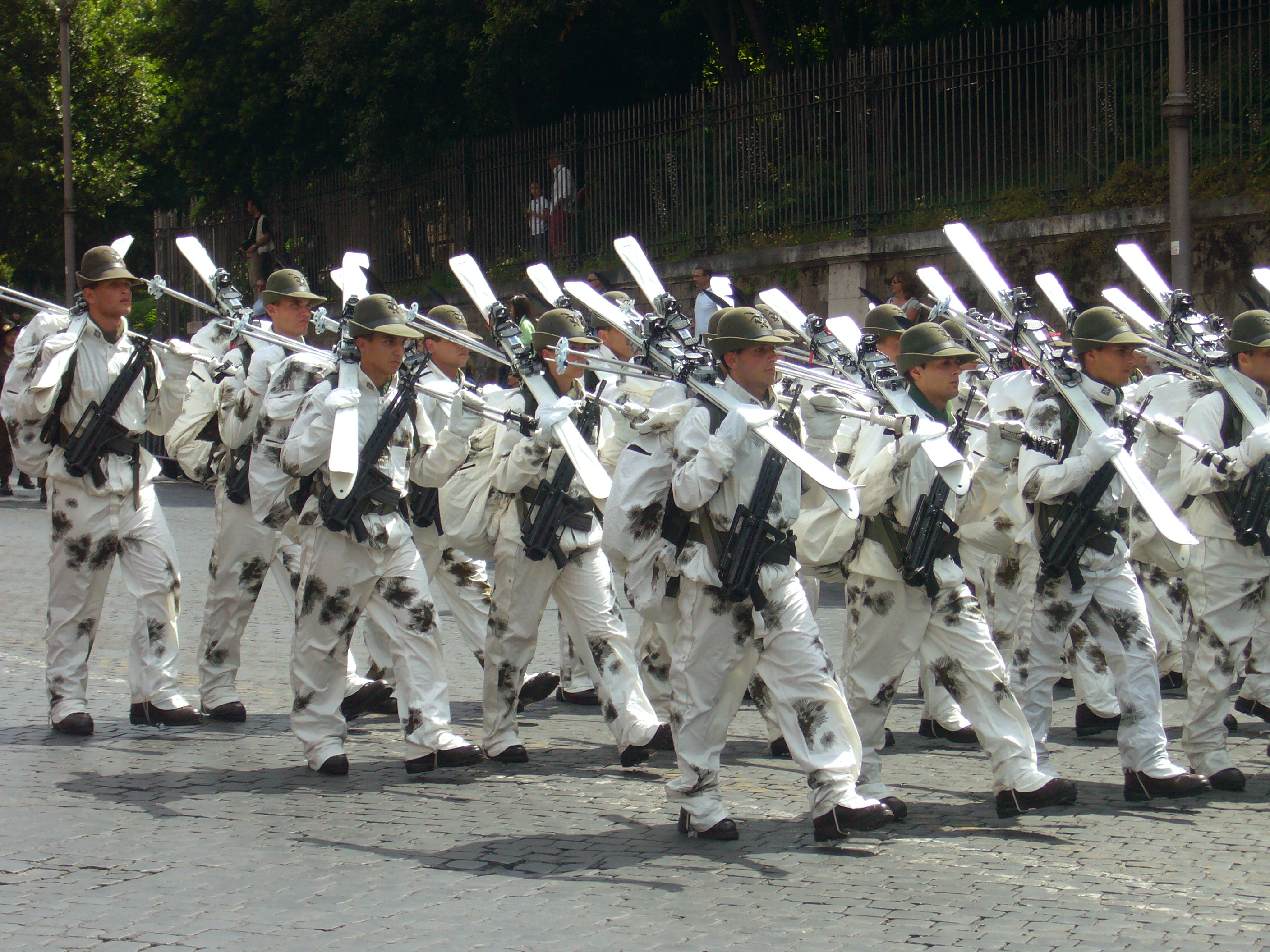
Alpini sciatori dell'8º Reggimento sfilano alla parata del 2 giugno 2010

## Soccorso alla popolazione
- Febbraio 2012: aliquote di personale e mezzi dell'8º Reggimento alpini sono mobilitati per l'emergenza maltempo e sono intervenuti per ripristinare la viabilità a Potenza, Melfi, Lagonegro e Forenza.[6]

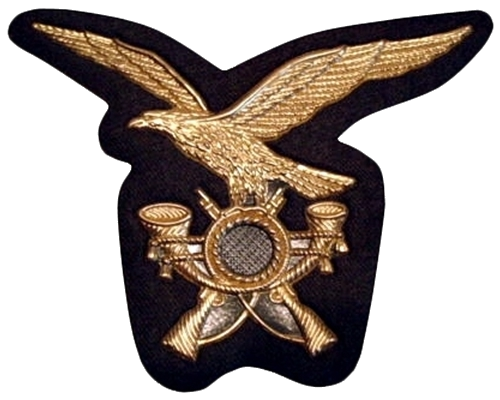
Fregio del Corpo degli Alpini dell'Esercito Italiano

## Simbolo
Scudo
Sfondo azzurro con catena montuosa, sovrastata da una stella d'oro.
Ornamenti esteriori
Sullo scudo corona turrita d'oro, accompagnata sotto da quattro nastri annodati alla corona, scendenti in sbarra e in banda al lato dello scudo, due azzurro filettati d'oro, uno d'azzurro filettato d'argento ed uno d'azzurro filettato di bronzo. Nastro dell'Ordine Militare d'Italia, sotto lo scudo su lista bifida, il motto "O là... o rompi"

## Insegne
- Le mostrine del Reggimento sono le fiamme a due punte di colore verde; alla base della mostrina si trova la stella argentata a 5 punte bordata di nero, simbolo delle forze armate italiane.

## Festa del reggimento
La festa del Reggimento ha luogo il 24 maggio, anniversario degli scontri del Pal Grande, del Pal Piccolo e del Freikofel per cui ottenne in riconoscimento del valore dimostrato una Medaglia d'argento al valor militare.

## Onorificenze

### Alla bandiera
Ordine militare di Savoia Fronte italiano 1915-1918
 Medaglia d'oro al valor militare Fronte greco 8 ottobre 1940 - 23 aprile 1941
 Medaglia d'oro al valor militare Fronte russo 5 settembre 1942 - 1º febbraio 1943
 Medaglia d'argento al valor militare Carnia 24 maggio 1915 - 6 novembre 1917
 Medaglia d'argento al valore dell'esercito: Herat Afganistan Ott. 2008 - apr. 2009
 Medaglia di bronzo al valore dell'esercito Alto e medio Friuli 6 maggio - 15 giugno 1976 (Al battaglione alpini "Gemona")
 Croce d'argento al merito dell'esercito Chimoio (Mozambico) 10 febbraio 1994 - 30 aprile 1994 (Al battaglione alpini "Gemona")

### Decorati
Ugo Pizzarello, maggiore, croce di cavaliere dell'ordine militare di Savoia, medaglia d'oro al valor militare
Costantino Cavarzerani, colonnello, croce di cavaliere dell'ordine militare di Savoia
Giulio Fantoni, capitano, croce di cavaliere dell'ordine militare di Savoia
Umberto Zamboni, colonnello, croce di cavaliere dell'ordine militare di Savoia
Pier Arrigo Barnaba, tenente, medaglia d'oro al valor militare
Lorenzo Brosadola, tenente, medaglia d'oro al valor militare
Giacomo Brunengo, sottotenente, medaglia d'oro al valor militare
Antonio Cavarzerani, sottotenente, medaglia d'oro al valor militare
Francesco Cescato, caporal maggiore, medaglia d'oro al valor militare
Dario Chiaradia, capitano, medaglia d'oro al valor militare
Emilio Cirino, tenente colonnello, medaglia d'oro al valor militare
Artico Di Prampero, tenente, medaglia d'oro al valor militare
Francesco De Gregori, capitano, medaglia d'oro al valor militare
Anselmo Durigon, maresciallo ordinario, medaglia d'oro al valor militare
Egidio Aldo Fantina, sottotenente, medaglia d'oro al valor militare
Mario Francescatto, tenente, medaglia d'oro al valor militare
Mario Fregonara, capitano, medaglia d'oro al valor militare
Eugenio Garrone, tenente, medaglia d'oro al valor militare
Giuseppe Garrone, capitano, medaglia d'oro al valor militare
Carletto Gavoglio, sottotenente, medaglia d'oro al valor militare
Ugo Giavitto, sergente, medaglia d'oro al valor militare
Alberto Goi, sergente, medaglia d'oro al valor militare
Franco Magnani, capitano, medaglia d'oro al valor militare
Pietro Maset, capitano, medaglia d'oro al valor militare (1 M.O.V.M., 1 M.A.V.M., 2 M.B.V.M., 1 C.M.G. e 2 C.G.V.M.)
Benvenuto Ratto, tenente, medaglia d'oro al valor militare (1 M.O.V.M, 1 M.A.V.M., 2 M.B.V.M.)
Ermanno Rizzacasa, sottotenente, medaglia d'oro al valor militare
Giuseppe Rossi, sottotenente, medaglia d'oro al valor militare
Ferruccio Antonio Talentino, sottotenente, medaglia d'oro al valor militare
Umberto Tinivella, tenente colonnello, medaglia d'oro al valor militare
Paolino Zucchi, sergente maggiore, medaglia d'oro al valor militare
Gian Luigi Zucchi, alpino, medaglia d'oro al valor militare

## Cittadinanza onoraria
Concessa dai comuni di:
- Arzignano (VI)[7]
- Cittadella (PD)
- Cividale del Friuli (UD)
- Paluzza (UD)
- Pellegrino Parmense (PR)
- Tarvisio (UD)
- Gemona del Friuli (UD)
- Tolmezzo (UD)[8]

## Persone legate al reggimento
- Generale Giovanni Annoni
- Tenente colonnello Vasco Agosti
- Capitano Italo Balbo
- Soldato Eugenio Banzola
- Generale Antonio Cantore
- Soldato Armando Cimolino
- Tenente colonnello Emilio Cirino
- Maggiore Luigi Coralli
- Generale Vincenzo Dapino
- Generale Renato Del Din
- Maggiore Ardito Desio
- Tenente Alberto Liuzzi
- Soldato Liverani Michele
- Soldato Riccardo Giusto
- Generale Franco Magnani
- Sottotenente Pietro Maset
- Don Domenico Orlandini
- Soldato Silvio Paternostro
- Tenente Benvenuto Ratto
- Caporale Rolando Vignali
- Don Sigfrido Zappaterreni
- Tenente colonnello Tito Zaniboni
- Tenente colonnello Angelo Giuseppe Zancanaro
- Soldato Ceccon Alfonso
- Capitano Francesco Mansutti
- Capitano Pier Arrigo Barnaba
- Tenente colonnello Guido Della Bona
- Tenente colonnello Prospero Del Din
- Capitano Luigi Polacco